# Albert G. Lee
Albert G. Lee (Conwy, 24 de maio de 1879 — 26 de agosto de 1967) foi um engenheiro britânico.
Foi um pioneiro do rádio.